# Amblypsilopus guangxiensis
Amblypsilopus guangxiensis är en tvåvingeart som beskrevs av Yang 1998. Amblypsilopus guangxiensis ingår i släktet Amblypsilopus och familjen styltflugor. Inga underarter finns listade i Catalogue of Life.